# أيدي الصلاة (لوحة)
أيدي الصلاة (بالألمانية: Betende Hände) ، والمعروفة أيضًا باسم دراسة أيدي الرسول، هي رسم بالقلم الجاف والحبر صممها صانع الطباعة والرسام والمنظر الألماني ألبرخت دورر سنة 1508. ابتكر دورر ألعمل باستخدام تقنية الزياد الأبيض والحبر الأسود على ورق أزرق اللون. يُظهر الرسم لقطة مقرّبة ليدين متشابكتين في وضعية صلاة. أيضا، شوهدت الأكمام المطوية جزئيا. يتم عرض العمل اليوم في متحف ألبرتينا في فيينا، النمسا.

## تفسير

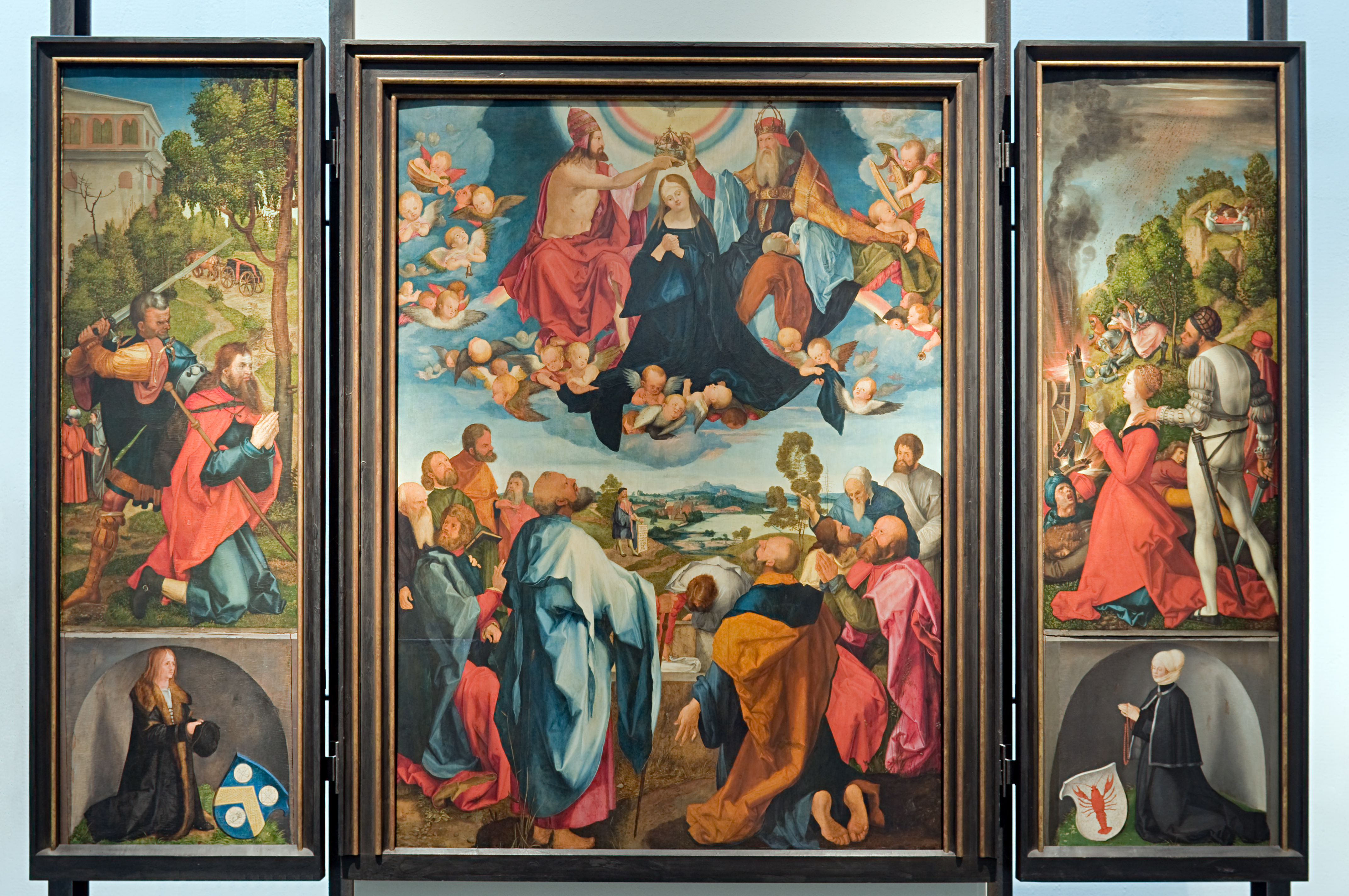
لوحة مذبح هيلر (بعد إعادة ألاعمار) بريشة ألبريشت دورر 1507-1511

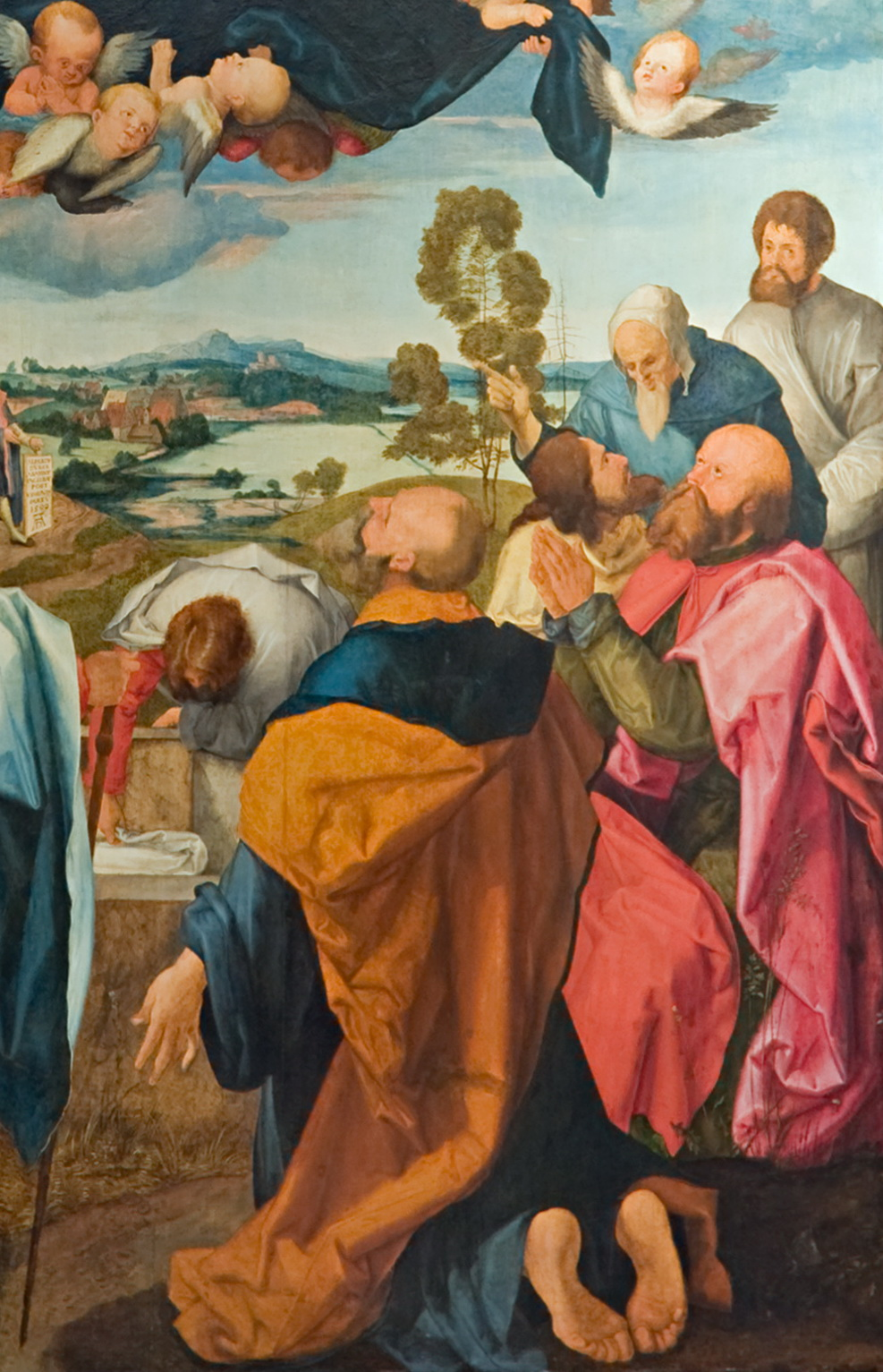
الرسول من لوحة مذبح هيلر بوضعية الصلاة يلاحظ بان يديه تمثل نفس الوضعية من لوحة أيدي الصلاة.

تُظهر الصورة المرسومة بالحبر والارتفاع الأبيض على خلفية زرقاء يدان متصلتان في الصلاة. رسم دورر الغمل في عام 1508 كدراسة على يدي الرسول استعدادًا للوحة المركزية «لمذبح هيلر»، حيث ضاعف بصريًا يده اليسرى على مرآة واستخدم ثانية للحصول على المنظور المسجل في الصورة كقالب. تحتوي نفس الورقة في الأصل على مسودة رأس رسول؛ تم تقسيم الورقة في وقت لاحق. هذا الرسول موجود على الحافة اليمنى من القسم الأوسط من لوحة «مذبح هيلر». كلف تاجر القماش في فرانكفورت جاكوب هيلر دورر بإنتاج اللوحة، نجت منها الدراسات الأولية فقط في بعد أن دمرت في حريق عام 1729. تشمل هذه الدراسات الأولية أيضًا هذا العمل«أيدي الصلاة»، وهي ورقة دراسة تصور أيدي الرسول الذي شهد صعود مريم في لوحة «مذبحة هيلر».
كان أول اعتراف علني بالعمل الفني في عام 1871 عندما عُرض في فيينا، ويقال أيضاً إن العمل يصور يدي شقيق دورر، أحد الأشقاء الثمانية عشر.

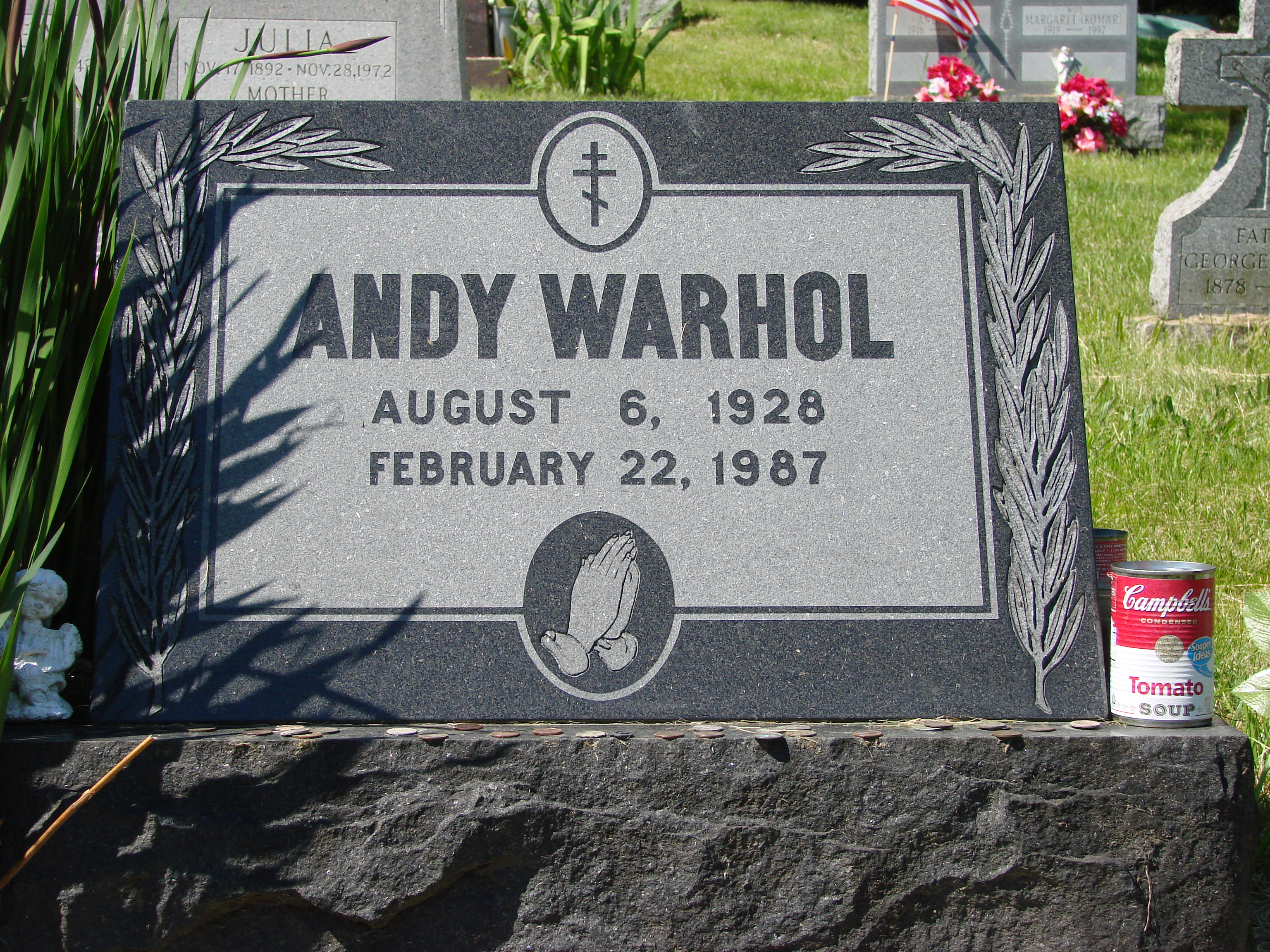
شاهد قبر الفنان آندي وارهول في مقبرة القديس يوحنا المعمدان البيزنطية الكاثوليكية

شاهد قبر آندي وارهول، يتميز بنحت على أساس الصورة.

## الأستقبال
كانت أيدي الصلاة مجرد دراسة أولية للوحة «مذبحة هيلر»، لكنها أصبحت معروفة بشكل أكبر من العمل الذي كانت مخصصة له:
«الرعاية التي وضعها دورر في هذه التفاصيل آتت ثمرها، على الأقل بعد وفاته. في حين أن الأقدام العارية للرسول الراكع في المقدمة أدت إلى إثارة فتشية حقيقية في القدم في نهاية القرن السادس عشر، أصبحت» أيدي الصلاة«أكثر أعمال دورر شهرة في القرن العشرين.»

- أنجا غريب (نائب رئيس قسم الآداب والعلوم الثقافية في جامعة الدانوب) 
أيدي الصلاة هي العمل الأكثر استنساخًا لدورر. يتم تقديمها بشكل أساسي في تجارة السلع التعبدية، غالبًا في شكل ثلاثي الأبعاد، ويتم التقليل من أهميتها باعتبارها «مرادفًا للصلاة» من خلال الترجمة إلى وسائط مرئية أخرى، على سبيل المثال أقراص الإغاثة. أصبحت يدا الصلاة هدايا تأكيدية، وإصدارات من الكتاب المقدس مصورة وبطاقات تعزية. في الأطروحات حول موضوع الفن الهابط، يُستشهد بهذه الفكرة أحيانًا على أنها مثال للفن الهابط. في أوروبا، يُباع هذا الزخارف بشكل أساسي على هيئة مطبوعة وكلوح نقش؛ في الولايات المتحدة، تجد المنحوتات أيضًا العديد من المشترين.
تأتي أيدي الصلاة من ملاءة كان ينتمي إليها رأس الرسول الجاثم على اليمين. ولكن نظرًا لفصل اليدين عن الرأس، فقد يصبحان رمزًا شائعًا للتدين. «إن عدم وجود من ينتمون إليه، التلميذ الساذج والمؤمن، أطلق يديه لإعادة التفسير الذي كان يعبد فيه كما لو كان والد الاله.»

- يوهان كونراد إبرلين (مؤرخ فن نمساوي.) 

## الرسام

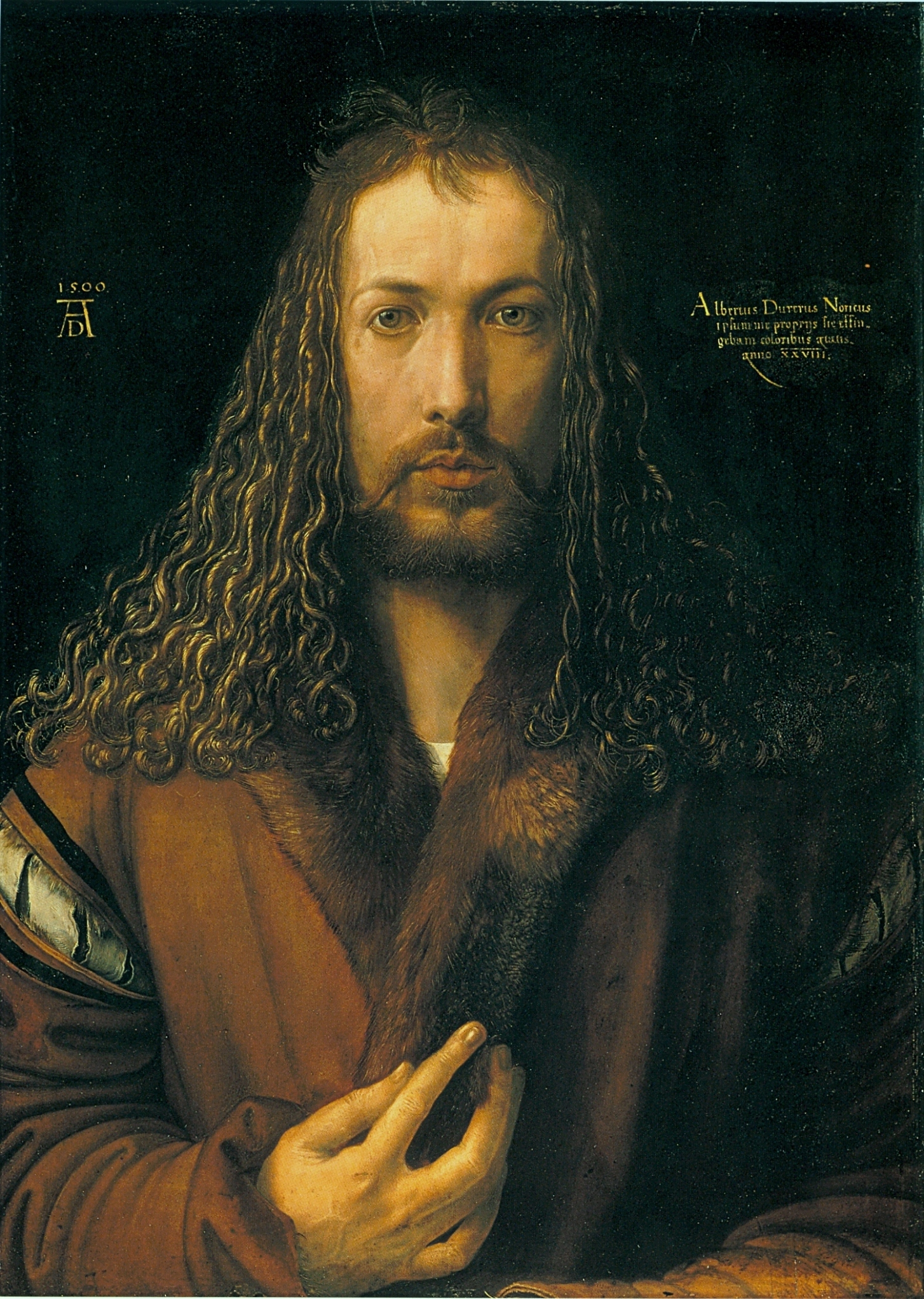
ألبرخت دورر

ألبرخت دورر ولد في 21 مايو عام 1471 وتوفي في 6 أبريل عام 1528. كان رسّاما ألمانياً عاش في نورمبرغ. أمضى فترة أولى متنقلا بين مدن كولمار، بال وستراسبورغ، كما أقام مرتين في البندقية، إلا أن مسيرته الفنية الحقيقية كانت في مدينة نورنبيرغ. أظهر موهبته في فن التصوير الزيتي، كما أنجز العديد من الرسومات التخطيطية وبعض الرسومات المائية بالإضافة إلى الرواشم (تستخرج عن طريق الطباعة بالرسوم البارزة). كان مولعا بالنظريات التي تتناول الفن (المنظور وغيرها)، فقام في أواخر حياته بنشر بعض المؤلفات في الموضوع (رسالة في أبعاد الجسم الآدمي).